# Поведінковий таргетинг
Поведінковий таргетинг – це вид таргетингу, що полягає у сегментації аудиторії реклами на основі їхньої поведінки. Інтернет-портали, які надають рекламні послуги, поділяють аудиторію на різні категорії. За допомогою аналізу історії відвідуваних сторінок користувача на порталі створюється його профіль, а потім відповідні реклами відображаються на основі цього аналізу.

## Приклади використання
Поведінковий таргетинг може, наприклад, полягати в показі реклами автомобілей користувачам, який раніше проявили свій інтерес до автомобілей (відвідували кілька тематичних сайтів, або відповідним чином реагували в соцмережах).
Інформацію про поведінку для таргетингу, зокрема про перегляд сайтів збирають сервіси налаштування реклами. Рекламодавці, які використовують цей метод, вважають, що він дозволяє створювати рекламу, яка буде більш цікавою для користувачів, що, в свою чергу, збільшує ймовірність їх впливу на споживачів. Також експерти підкреслюють переваги поведінкового таргетингу над демографічним, оскільки він дозволяє уникнути стереотипізації і дозволяє охопити ширшу та більш релевантну аудиторію. Його перевага полягає в тому, що він може спрямовуватися на інтереси окремої особи, а не на групи людей з різними інтересами. 

## Дивись також
- таргетинг
- маркетинг
- інтернет-реклама